# Vilhelm Asplund

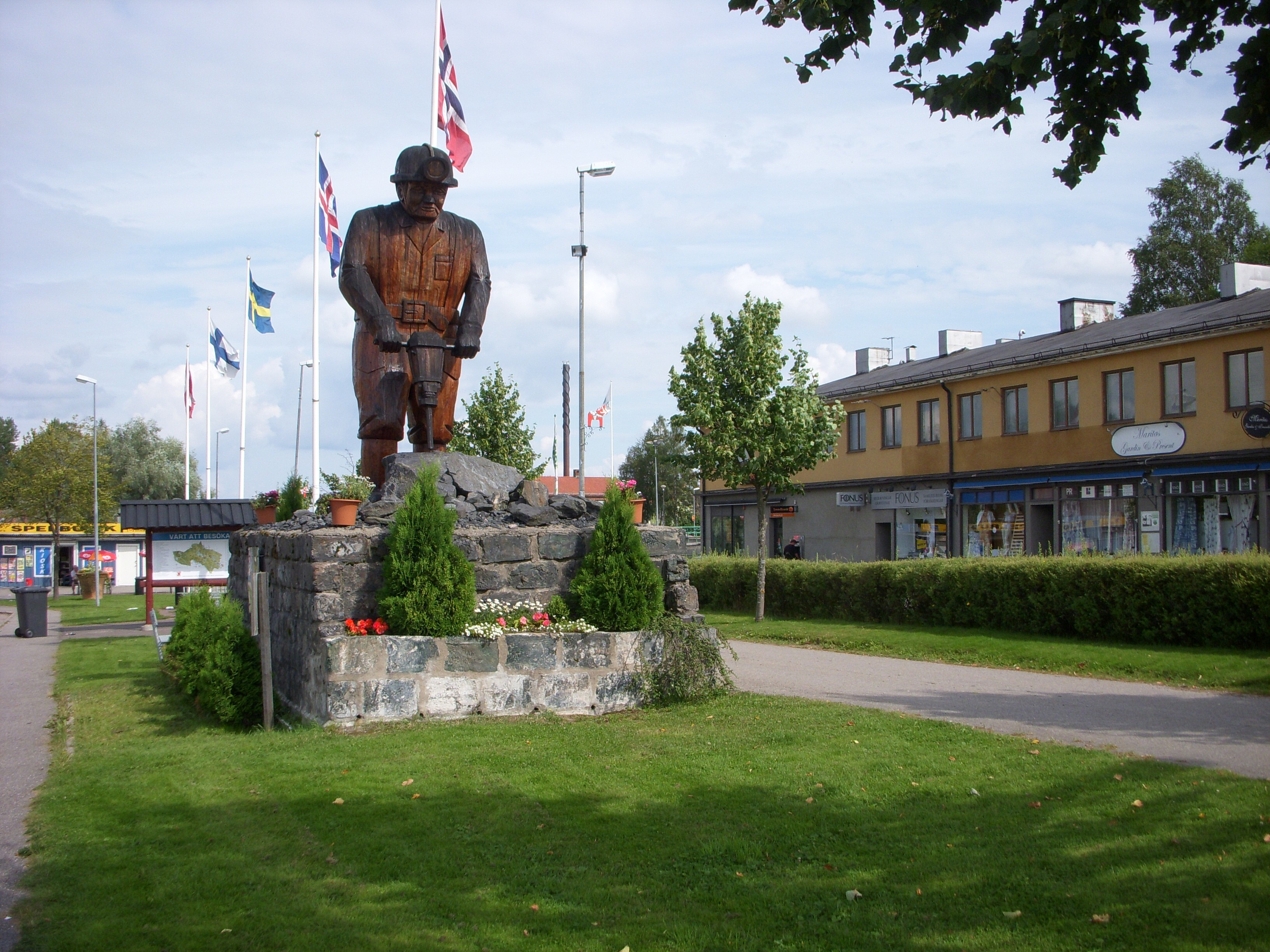
Skutborraren

Sanfrid Vilhelm Asplund, född 17 september 1929 i Kärklax, Maxmo, Österbotten, Finland, död 20 januari 1998 i Grängesberg, var en svensk konstnär och träsnidare. 
Strax efter Asplunds födelse dog hans mor i blindtarmsinflammation. Hans far hade strax efter giftermålet med Asplunds mamma och strax före sonens födelse emigrerat till Amerika. Han togs då om hand av sin mormor och morfar i Kärklax där han växte upp. Morfadern dog 1931 och mormodern och hennes fyra döttrar kom att ta hand om honom under hans uppväxt. Som ung i början av 1950-talet flyttade han till Grängesberg, där han bodde kvar fram till sin död 1998.
Möbelsnickare var ett av Asplunds första heltidsarbeten. Från början av 1950-talet och fram till pensioneringen i slutet av 1980-talet arbetade han vid Grängesbergs gruvor. Under 1950-talet utbildade han sig också till vägmästare i Stockholm.
En av hans mest kända skulpturer är den stora träfiguren Skutborraren, som är placerad på torget vid järnvägsstationen i Grängesberg. Den föreställer en borrande bergsman och är en symbol för en flerhundraårig gruvepok i staden. Skulpturen invigdes den 24 november 1996.
Asplund snidade också de ansikten (“mieskuvia” dvs. mansbilder) kallad finsk bildmagi som finns vid Rikkenstorp i Grangärde finnmark.
Strax före sin död hade han fått i uppdrag av kommunen att göra en jätteskulptur i trä föreställande en älg, en varg, ett lo, en järv och en björn, för placering i Säfsen vilket ej realiserades utan stannade vid en modell i gips.
Asplund var vänsterhänt. Han är gravsatt i minneslunden på Grängesbergs kyrkogård.